# Nationaal park Bến En
Nationaal park Bến En is een nationaal park in de Vietnamese provincie Thanh Hóa. Het park ligt ten zuidoosten van Thanh Hóastad. Het gebied bestaat uit sterk door de mens beïnvloed regenwoud waarin tot in 1992 veel is gekapt. Midden in ligt een stuwmeer. Het gebied is 14.735 ha groot, het bosgebied is 8.544 ha groot. Het meer heeft een oppervlakte van ongeveer 3.000 ha met daarin 21 eilandjes.

## De biodiversiteit
In het jaar 2000 is een uitgebreide studie gedaan naar de biodiversiteit van het gebied. Er werden 1389 soorten planten en 1004 soorten dieren aangetroffen waaronder 66 soorten zoogdieren, 201 vogelsoorten, 54 soorten reptielen, 31 soorten amfibieën, 68 vissoorten en 499 soorten insecten. De kans bestaat dat toen gevonden soorten nu zijn uitgestorven.
Onder de zoogdieren van de Rode Lijst van de IUCN worden de witwanggibbon (Nomascus leucogenys), Aziatische wilde hond (Cuon alpinus), tijger (Panthera tigris) en Aziatische olifant (Elephas maximus) in het park waargenomen en de volgende vogelsoorten van de rode lijst zijn in het park gezien: grote rivierarend (Haliaeetus ichthyaetus) en bruine neushoornvogel (Anorrhinus tickelli). Verder schaars voorkomende vogelsoorten als blauwstuitpitta (Hydrornis soror), Elliots pitta (H. elliotii) en de  roodkeelnontimalia (Alcippe rufogularis).
In het park komt een met uitsterven bedreigde hardhout boomsoort voor  Erythrophleum fordii. In 2011 werd een nieuw soort plant uit de gemberfamilie ontdekt: Distichochlamys benenica. 

## Toerisme
Het meer is toegankelijk voor toeristen die er kunnen kanoën of rondvaren met een motorboot. Verder zijn er grotten in het park en er zijn twee wandelroutes door het bos. In de buurt van de stuwdam is het bezoekerscentrum en op een van de eilanden staan vakantiehuisjes die men kan huren.

## Bevolking
Het park wordt gedeeltelijk bewoond door etnische minderheden zoals de Tai, Tho en Muong. Het illegaal kappen, vooral in de aangelegde bufferzones rond het best beschermde deel van het park, is een probleem voor de beheerders. Visserij met kieuwnetten wordt gedoogd, stroperij vindt nauwelijks plaats; de beheerders streven naar een goede relatie met de plaatselijke bevolking.